# 敦厚里
敦厚里位於台灣台北市信義區。

## 歷史
1975年，由於都市發展迅速，人口激增，臺北市政府新設該里，為五分埔地區原六藝里一部份。1980年3月，敦厚里與革新里合併為現今區域。